# Brüderchen-Langflügelfledermaus
Die Brüderchen-Langflügelfledermaus oder Kleine Langflügelfledermaus (Miniopterus fraterculus) ist ein in Afrika verbreitetes Fledertier in der Gattung der Langflügelfledermäuse.

## Merkmale
Die Art erreicht eine durchschnittliche Gesamtlänge von 100 mm, inklusive eines etwa 50 mm langen Schwanzes sowie ein Durchschnittsgewicht von 8 g. Die Länge der Unterarme liegt bei 45 mm und die Flügelspannweite beträgt 300 mm. Somit sind die Exemplare etwas kleiner als die Natal-Langflügelfledermaus (Miniopterus natalensis). Auf der Oberseite kommt braunes bis schwarzbraunes Fell vor und die Unterseite ist von hellerem graubraunem Fell bedeckt. Die schwarzbraunen Flügel haben an den Fingern spitze Ausbuchtungen. Im Gesicht ist kein Nasenblatt vorhanden. Bei beiden Geschlechtern befinden sich um den Anus gelbbraune Haare. Bei dieser Fledermaus lautet die Zahnformel I 2/3, C 1/1, P 2/3, M 3/3, was 36 Zähne im Gebiss ergibt.

## Verbreitung
Das Verbreitungsgebiet reicht vom Süden Tansanias und von der südöstlichen Demokratischen Republik Kongo über Malawi, Simbabwe sowie das westliche und südliche Mosambik bis in den Osten und Süden Südafrikas und nach Eswatini. Funde im Süden Kenias und im Nordosten der DR Kongo benötigen eine Bestätigung. Diese Fledermaus lebt im Flachland und in Gebirgen bis 2200 Meter Höhe. Sie hält sich in Savannen, auf Grasflächen, auf Gebüschflächen und in Wäldern auf.

## Lebensweise
Die Brüderchen-Langflügelfledermaus ruht am Tage in Höhlen, Felsspalten, Tunneln, Bergbaustollen und unter überhängenden Klippen. Die Rufe zur Echoortung sind etwa 3,7 Millisekunden lang und sie erreichen ihre stärkste Intensität bei etwa 62 kHz. Die Beute besteht aus verschiedenen fliegenden Insekten. Nach der Paarung im Mai oder Juni ruht das befruchtete Ei etwa bis Mitte August. Die Geburt des einzelnen Neugeborenen erfolgt im November oder Dezember.

## Gefährdung
Für den Bestand sind keine Bedrohungen bekannt und die Art ist nicht selten. Die IUCN listet sie als nicht gefährdet (least loncern).